# خلفان حسن
خلفان حسن خلفان النوبي (مواليد 7 يناير 1999) لاعب كرة قدم إماراتي يجيد اللعب كلاعب وسط مع نادي دبا الفجيرة.

## مسيرة اللاعب
بدأ في الفئات السنية في نادي شباب الأهلي و أعير إلى نادي الفجيرة مطلع عام 2020 و أعير إلى نادي خورفكان في صيف 2020 و بعدها لعب مع نادي العروبة ونادي حتا ونادي دبا الفجيرة.

## روابط خارجية
- خلفان حسن على موقع Soccerway.com (الإنجليزية)